# Canton de la Suze-sur-Sarthe
Le canton de la Suze-sur-Sarthe est une division administrative française située dans le département de la Sarthe et la région Pays de la Loire.
À la suite du redécoupage cantonal de 2014, les limites territoriales du canton sont remaniées. Le nombre de communes du canton passe de 12 à 15.

## Géographie
Ce canton est organisé autour de La Suze-sur-Sarthe dans l'arrondissement de La Flèche. Son altitude varie de 32 m (Chemiré-le-Gaudin) à 123 m (Souligné-Flacé) pour une altitude moyenne de 51 m.

## Histoire
Par décret du 24 février 2014, le nombre de cantons du département est divisé par deux, avec mise en application aux élections départementales de mars 2015. Le canton de la Suze-sur-Sarthe est conservé et s'agrandit. Il passe de 12 à 15 communes.

## Représentation

### Conseillers d'arrondissement (de 1833 à 1940)
Le canton de La Suze appartenait à  l'arrondissement du Mans jusqu'en 2006.
| Période                                  | Période          | Identité          | Étiquette | Qualité |
| ---------------------------------------- | ---------------- | ----------------- | --------- | --- |
| 1833                                     |                  | M. Mortier-Duparc |           | Négociant au Mans                                                                                           |
|                                          |                  |                   |           | |
|                                          | 1884 (démission) | M. Boudeville     |           | Notaire à Chemiré-le-Gaudin                                                                                 |
|                                          |                  |                   |           | |
| 1919                                     | 1940             | Almire Lefeuvre   | RG        | Propriétaire, maire de Chemiré-le-Gaudin                                                                    |
| 1940                                     |                  |                   |           | Les conseils d'arrondissement ont été suspendus par la loi du 12 octobre 1940 et n'ont jamais été réactivés |
| Les données manquantes sont à compléter. |                  |                   |           | |

### Conseillers généraux de 1833 à 2015
| Période | Période      | Identité                        | Étiquette              | Qualité                                                                                           |
| ------- | ------------ | ------------------------------- | ---------------------- | ------------------------------------------------------------------------------------------------- |
| 1833    | 1839         | François René Julien Guérin     |                        | Maréchal des logis au 3e régiment des gardes d'honneur, propriétaire, maire de La Suze-sur-Sarthe |
| 1839    | 1845         | Nicolas Jadin                   |                        | Notaire au Mans                                                                                   |
| 1845    | 1858 (décès) | François René Julien Guérin     |                        | Maréchal des logis au 3e régiment des gardes d'honneur, propriétaire, maire de La Suze-sur-Sarthe |
| 1858    | 1863 (décès) | Joseph Marie Ouvrard de Linière |                        | Ancien capitaine de grenadiers à la Légion de la Sarthe, maire de Fillé-Guécélard                 |
| 1863    | 1871         | Marquis Gustave d'Aux           | Droite                 | Maire de Louplande                                                                                |
| 1871    | 1875 (décès) | Gustave Terrien                 |                        | Maire de La Suze-sur-Sarthe (1865-1875)                                                           |
| 1876    | 1887 (décès) | Marquis Gustave d'Aux           | Droite                 | Maire de Louplande                                                                                |
| 1887    | 1900 (décès) | Edmond Thomas                   | Droite bonapartiste    | Médecin, propriétaire, maire de Louplande                                                         |
| 1900    | 1921 (décès) | Jules Olivier                   | Républicain            | Minotier, maire de La Suze-sur-Sarthe (1919-1921)                                                 |
| 1921    | 1940         | Léon Le Blanc                   | PRRRS                  | Maire de La Suze-sur-Sarthe (1925-1936)                                                           |
|         |              |                                 |                        |                                                                                                   |
| 1943    | 1945         | Jean de Montesson               | ?                      | Maire de Souligné-Flacé, nommé conseiller départemental en 1943                                   |
|         |              |                                 |                        |                                                                                                   |
| 1945    | 1951 (décès) | Alphonse Beunardeau             | DVD-RPF                | Maire de Fillé                                                                                    |
| 1952    | 1982         | Albert Fouet                    | PRRRS puis CIR puis PS | Ancien sous-préfet de La Flèche, député (1962-1968), maire de Roézé-sur-Sarthe                    |
| 1982    | 1988         | Alain Monsseaux                 | DVD                    | Chef d’atelier, maire de Spay (1977-2001)                                                         |
| 1988    | 2015         | Gérard Saudubray                | PS                     | Ancien ouvrier chez Renault au Mans, conseiller municipal de La Suze-sur-Sarthe                   |

Albert Fouet a été nommé conseiller général honoraire du canton par arrêté préfectoral du 7 janvier 2003.
Le canton participe à l'élection du député de la quatrième circonscription de la Sarthe.

### Conseillers départementaux à partir de 2015
| Période élective | Période élective | Mandat | Mandat   | Identité          | Nuance | Nuance | Qualité |
| ---------------- | ---------------- | ------ | -------- | ----------------- | ------ | ------ | --- |
| 2015             | 2021             | 2015   | 2021     | Delphine Delahaye |        | DVD    | Responsable d'agence d'assurances, conseillère municipale de La Suze-sur-Sarthe (5e adjointe depuis 2020)                                                       |
| 2015             | 2021             | 2015   | 2021     | Emmanuel Franco   |        | LR     | Inspecteur dans les assurances, maire d'Étival-lès-le-Mans, président de la communauté de communes du Val de Sarthe, 8e vice-président du conseil départemental |
| 2021             | 2028             | 2021   | en cours | Delphine Delahaye |        | DVD    | Conseillère sortante |
| 2021             | 2028             | 2021   | en cours | Emmanuel Franco   |        | LR     | Conseiller sortant, 8e vice-président du conseil départemental                                                                                                  |

### Résultats détaillés

#### Élections de mars 2015
À l'issue du 1er tour des élections départementales de 2015, deux binômes sont en ballottage : Delphine Delahaye et Emmanuel Franco (Union de la Droite, 31,84 %) et Virginie Blanchet et Joël Cormier (FN, 30,15 %). Le taux de participation est de 50,39 % (10 282 votants sur 20 403 inscrits) contre 49,74 % au niveau départemental et 50,17 % au niveau national.
Au second tour, Delphine Delahaye et Emmanuel Franco (Union de la Droite) sont élus avec 63,86 % des suffrages exprimés et un taux de participation de 51,73 % (5 862 voix pour 10 550 votants et 20 394 inscrits).

#### Élections de juin 2021
Le premier tour des élections départementales de 2021 est marqué par un très faible taux de participation (33,26 % au niveau national). Dans le canton de la Suze-sur-Sarthe, ce taux de participation est de 29,44 % (6 300 votants sur 21 396 inscrits) contre 29,78 % au niveau départemental. À l'issue de ce premier tour, deux binômes sont en ballottage : Delphine Delahaye et Emmanuel Franco (Union à droite, 37,96 %) et Joëlle Brunet et Luc Marie Faburel (Union à gauche avec des écologistes, 24,48 %).
Le second tour des élections est marqué une nouvelle fois par une abstention massive équivalente au premier tour. Les taux de participation sont de 34,36 % au niveau national, 30,67 % dans le département et 29,65 % dans le canton de la Suze-sur-Sarthe. Delphine Delahaye et Emmanuel Franco (Union à droite) sont élus avec 61,95 % des suffrages exprimés (3 609 voix pour 6 346 votants et 21 400 inscrits),,.

## Composition

### Composition avant 2015

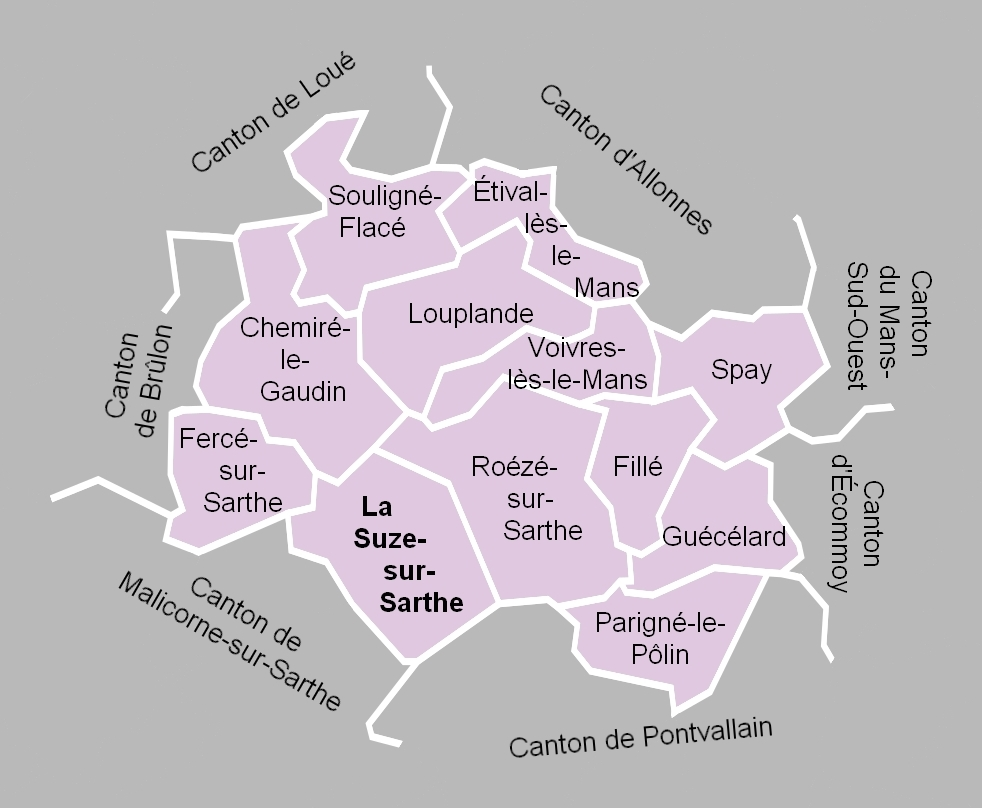
La carte des communes de l'ancien canton. Les cantons limitrophes étaient ceux de Loué, d'Allonnes, du Mans-Sud-Ouest, d'Écommoy, de Pontvallain, de Malicorne-sur-Sarthe et de Brûlon.

Situation du canton dans l'arrondissement de La Flèche.

Le canton de La Suze-sur-Sarthe regroupait douze communes.
| Nom                            | Code Insee | Codepostal | Superficie (km2) | Population (dernière pop. légale) | Densité (hab./km2) |
| ------------------------------ | ---------- | ---------- | ---------------- | --------------------------------- | ------------------ |
| La Suze-sur-Sarthe (chef-lieu) | 72346      | 72210      | 21,40            | 4 379 (2012)                      | 205                |
| Chemiré-le-Gaudin              | 72075      | 72210      | 22,79            | 949 (2012)                        | 42                 |
| Étival-lès-le-Mans             | 72127      | 72700      | 10,34            | 1 991 (2012)                      | 193                |
| Fercé-sur-Sarthe               | 72131      | 72430      | 12,11            | 608 (2012)                        | 50                 |
| Fillé                          | 72133      | 72210      | 10,07            | 1 514 (2012)                      | 150                |
| Guécélard                      | 72146      | 72230      | 12,18            | 2 844 (2012)                      | 233                |
| Louplande                      | 72169      | 72210      | 18,47            | 1 494 (2012)                      | 81                 |
| Parigné-le-Pôlin               | 72230      | 72330      | 13,85            | 1 084 (2012)                      | 78                 |
| Roëzé-sur-Sarthe               | 72253      | 72210      | 26,46            | 2 774 (2012)                      | 105                |
| Souligné-Flacé                 | 72339      | 72210      | 16,49            | 701 (2012)                        | 43                 |
| Spay                           | 72344      | 72700      | 14,22            | 2 890 (2012)                      | 203                |
| Voivres-lès-le-Mans            | 72381      | 72210      | 11,44            | 1 277 (2012)                      | 112                |

À la suite du redécoupage des cantons pour 2015, toutes les communes sont à nouveau rattachées au canton de la Suze-sur-Sarthe auquel s'ajoutent trois communes du canton de Malicorne-sur-Sarthe.

#### Anciennes communes et changements de territoires
Les anciennes communes suivantes étaient incluses dans le canton de la Suze-sur-Sarthe :
- Athené et Saint-Benoît-sur-Sarthe, absorbées en 1809 par Chemiré-le-Gaudin.
- Flacé, absorbée en 1810 par Souligné-sous-Vallon. La commune prendra le nom de Souligné-Flacé en 1935.

En 1853, Spay cède une partie de son territoire pour la création de la commune d'Arnage (canton du Mans-Sud-Ouest). En 1880, la commune de Guécélard est créée par prélèvement du territoire de Fillé.

### Composition depuis 2015
Le canton regroupe désormais quinze communes entières.
| Nom                                        | Code Insee | Intercommunalité    | Superficie (km2) | Population (dernière pop. légale) | Densité (hab./km2) | Modifier                                    |
| ------------------------------------------ | ---------- | ------------------- | ---------------- | --------------------------------- | ------------------ | ------------------------------------------- |
| La Suze-sur-Sarthe (bureau centralisateur) | 72346      | CC du Val de Sarthe | 21,40            | 4 628 (2022)                      | 216                | modifier les données · modifier les données |
| Chemiré-le-Gaudin                          | 72075      | CC du Val de Sarthe | 22,79            | 996 (2022)                        | 44                 | modifier les données · modifier les données |
| Étival-lès-le-Mans                         | 72127      | CC du Val de Sarthe | 10,34            | 1 852 (2022)                      | 179                | modifier les données · modifier les données |
| Fercé-sur-Sarthe                           | 72131      | CC du Val de Sarthe | 12,11            | 577 (2022)                        | 48                 | modifier les données · modifier les données |
| Fillé                                      | 72133      | CC du Val de Sarthe | 10,07            | 1 543 (2022)                      | 153                | modifier les données · modifier les données |
| Guécélard                                  | 72146      | CC du Val de Sarthe | 12,18            | 3 200 (2022)                      | 263                | modifier les données · modifier les données |
| Louplande                                  | 72169      | CC du Val de Sarthe | 18,47            | 1 496 (2022)                      | 81                 | modifier les données · modifier les données |
| Malicorne-sur-Sarthe                       | 72179      | CC du Val de Sarthe | 15,13            | 1 881 (2022)                      | 124                | modifier les données · modifier les données |
| Mézeray                                    | 72195      | CC du Val de Sarthe | 32,95            | 1 853 (2022)                      | 56                 | modifier les données · modifier les données |
| Parigné-le-Pôlin                           | 72230      | CC du Val de Sarthe | 13,85            | 1 038 (2022)                      | 75                 | modifier les données · modifier les données |
| Roëzé-sur-Sarthe                           | 72253      | CC du Val de Sarthe | 26,46            | 2 546 (2022)                      | 96                 | modifier les données · modifier les données |
| Saint-Jean-du-Bois                         | 72293      | CC du Val de Sarthe | 14,62            | 612 (2022)                        | 42                 | modifier les données · modifier les données |
| Souligné-Flacé                             | 72339      | CC du Val de Sarthe | 16,49            | 646 (2022)                        | 39                 | modifier les données · modifier les données |
| Spay                                       | 72344      | CC du Val de Sarthe | 14,22            | 2 821 (2022)                      | 198                | modifier les données · modifier les données |
| Voivres-lès-le-Mans                        | 72381      | CC du Val de Sarthe | 11,44            | 1 350 (2022)                      | 118                | modifier les données · modifier les données |
| Canton de la Suze-sur-Sarthe               | 7221       |                     | 252,52           | 27 039 (2022)                     | 107                | modifier les données                        |

## Démographie

### Démographie avant 2015
| 1962  | 1968  | 1975   | 1982   | 1990   | 1999   | 2006   | 2011   | 2012   |
| ----- | ----- | ------ | ------ | ------ | ------ | ------ | ------ | ------ |
| 9 312 | 9 982 | 12 452 | 15 457 | 17 500 | 18 850 | 21 139 | 22 467 | 22 505 |

### Démographie depuis 2015
En 2022, le canton comptait 27 039 habitants, en évolution de −0,17 % par rapport à 2016 (Sarthe : −0,25 %, France hors Mayotte : +2,11 %).
| 2013   | 2018   | 2022   |
| ------ | ------ | ------ |
| 26 927 | 27 054 | 27 039 |